# 흥평왕
흥평왕(興平王)은 신라의 추존왕 중 하나이다. 아버지는 의관이고 어머니는 김씨로 작호는 미상이나  무열왕의 딸이라 전한다. 손자(孫子)인 원성왕이 왕위에 오르고 나서 추존 되었다. 그의 자세한 생애와 행적에 대한 기록은 미상이다. 신라김씨 선원세계도에는 그의 본명이 위문이라 하나, 삼국유사에는 훈입(訓入)이라 전한다.

## 가계
삼국유사에는 김위문의 가계가 다음과 같이 된다. 마차-법선(현성왕)-의관(신영왕)
- 조부 : 김법선(현성왕)
  - 아버지 : 김의관(신영왕)
    - 문신 : 흥평왕
      - 아들 : 김효양(명덕왕)
        - 손자 : 원성왕(신라의 제38대 국왕)
- 외조부 : 태종무열왕

## 참고 문헌
- 원성왕
- 신라의 역대 국왕